# John Randolph
John Randolph (Nova Iorque, 1 de junho de 1915 — 24 de fevereiro de 2004) foi um ator estadunidense.

## Filmografia selecionada
- The Naked City (1948) - Police Dispatcher (sem créditos)
- Fourteen Hours (1951) - Bombeiro (sem créditos)
- Hamlet (1964) - Coveiro
- PATTY DUKE SHOW (1965) - Treinador
- Seconds (1966) - Arthur Hamilton
- Sweet Love, Bitter (1967)
- The Borgia Stick (1967) - Smith
- Pretty Poison (1968) - Morton Azenauer
- Smith! (1969) - Mr. Edwards
- Number One (1969) - Treinador Southerd
- Gaily, Gaily (1969) - Pai
- There Was a Crooked Man... (1970) - Cyrus McNutt
- Little Murders (1971) - Mr. Chamberlain
- Escape from the Planet of the Apes (1971) - Presidente
- A Death of Innocence (1971)
- Conquest of the Planet of the Apes (1972) - Presidente da Comissão
- Serpico (1973) - Sidney Green
- Earthquake (1974) - Prefeito
- Everybody Rides the Carousel (1975) - Stage 7 (voz)
- All The President's Men (1976) - John Mitchell (voz, sem créditos)
- King Kong (1976) - Capitão Ross
- The Gathering (1977) - Dr. Hodges
- Heaven Can Wait (1978) - Ex-proprietário
- Lovely But Deadly (1981) - Franklin Van Dyke
- The Adventures of Nellie Bly (1981) - Joseph Pulitzer
- Frances (1982) - Juiz
- Prizzi's Honor (1985) - Angelo 'Pop' Partanna
- Means and Ends (1985) - Bill Henderson
- The Wizard of Loneliness (1988) - Doc
- National Lampoon's Christmas Vacation (1989) - Clark Griswold, Sr.
- Sibling Rivalry (1990) - Charles Turner Sr.
- Iron Maze (1991) - Prefeito Peluso
- The Hotel Manor Inn (1997) - Gus
- Here Dies Another Day (1997) - Brace
- A Price Above Rubies (1998) - Rebbe Moshe
- You've Got Mail (1998) - Schuyler Fox
- The Dogwalker (1999) - Ike
- Sunset Strip (2000) - Mr. Niederhaus
- Numb (2003) - (papel final no filme)